# E661号線
E661号線 (E661ごうせん、英: European route E661) はハンガリーのバラトンケレストゥールからクロアチアを経由し、ボスニア・ヘルツェゴビナのゼニツァを結ぶ、欧州自動車道路のBクラス幹線道路。

## 経路
- ハンガリー
  - E71 - バラトンケレストゥール（英語版）
  - Nagyatád
  - バルチ（英語版）
- クロアチア
  - ヴィロヴィティツァ
  - E70 - オクチャニ（英語版）
- ボスニア・ヘルツェゴビナ
  - バニャ・ルカ
  - E761 - ヤイツェ
  - ドニ・ヴァクフ
  - E73 - ゼニツァ